# Dolina Issy (powieść)
Dolina Issy – powieść Czesława Miłosza wydana w 1955 w Paryżu przez Instytut Literacki jako t. 10. Biblioteki „Kultury”.

## Geneza
Powieść powstawała od jesieni 1953 r. do czerwca 1954 r. we Francji, w Bons nad Lemanem i Brie-Comte-Robert pod Paryżem. Składa się z siedemdziesięciu krótkich rozdziałów numerowanych cyframi rzymskimi. Publikowana była w odcinkach w paryskiej „Kulturze” (1955, nr 1/2-6). Przez londyńskie „Wiadomości” uznana została za najlepszą książkę emigracyjną 1955 roku.

W rozmowie z Renatą Gorczyńską poeta wyjaśniał: 

Pisząc „Dolinę Issy” byłem bardzo dużym wewnętrznym kryzysie, w wielkim impasie. Wierszy nie mogłem pisać. To był mój zabieg kuracyjny. (…) Po jej napisaniu zacząłem stopniowo wracać do poezji.

## Pierwsze wydanie  krajowe
O wydanie powieści w Polsce zabiegało Wydawnictwo Literackie w Krakowie. W maju 1957 r. maszynopis utworu wpłynął do wydawnictwa. W sierpniu podpisano umowę, którą jednak anulowano 14 grudnia 1957 r. po dyskusjach w Komisji Wydawniczej przy KC PZPR. Decyzję podjęto „ze względu na ogólną polityczną działalność autora”. Wydawnictwo broniło swej decyzji „wysokimi walorami artystycznymi”, którymi odznaczała się powieść. W rezultacie pierwsze oficjalne wydanie  krajowe miało miejsce dopiero w 1981 r., po przyznaniu autorowi Nagrody Nobla.

## Tytuł
Według notatek zachowanych w archiwum Miłosza w Beinecke Library w New Haven, pisarz szukał tytułu, krążąc wyobraźnią wokół obrazu rzeki, by odchodząc od Niewiaży i wymyślonej Vezy oraz przepływającej koło Lascaux Vézère, odnaleźć japońskiego poetę Issa (1763–1828), którego nazwisko miało w sobie wdzięk, tajemniczość i wężowatość meandrującego koryta. Inaczej uzasadniał tytuł w przypisie po latach do jednego z wydań powieści: Wybrałem nazwę Issa, bo prawdopodobnie jest bardzo stara (…), a nosi ją kilka rzek w Europie. Poza tym inna rzeka litewska, Dubissa, z nią się kojarzy. W tym moim unikaniu nazwy prawdziwej dopatruję się chęci zapewnienia sobie swobody w snuciu baśni. Pierwowzorem Issy była żmudzka rzeka Niewiaża, w której dolinie znajdowało się miejsce urodzin poety, w powieści występujące jako Ginie.

## Charakterystyka
Poetycka powieść, niepozbawiona elementów autobiograficznych, przedstawia dzieje dojrzewającego chłopca Tomasza Dilbina, przebywającego pod opieką dziadków Surkontów we dworze polskim na Litwie kowieńskiej, nad rzeką Issą (Niewiażą). 
Tłem historycznym opowieści są konflikty narodowościowe i społeczne w niepodległej Litwie po I wojnie światowej, u progu lat dwudziestych XX wieku,  reforma rolna, powikłania wynikające z wytyczenia nowej granicy kraju. Przestrzeń krajobrazową tworzy urzekająca kraina lesistych wzgórz, jezior, bagien i moczarów.  Chłopca otaczają dziwni, tragicznie dotknięci przez los ludzie, żyjący w świecie zabobonnych wierzeń, prymitywnych obyczajów i pradawnych pieśni. Wszystko to staje się dla dorastającego chłopca materiałem do refleksji filozoficznej nad zagadką bytu i grozą wszechobecnej śmierci. Zdaniem autora to „silnie manichejska książka”, „zamaskowany traktat teologiczny”.

## Główne postacie
Utwór Miłosza nie ma typowej, wyrazistej fabuły. Akcja powieści toczy się głównie na Litwie w dolinie zmitologizowanej rzeki Issy.
Tomasz Dilbin – główny bohater powieści. Urodził się w szlacheckiej rodzinie w Giniu, litewskiej miejscowości nad rzeką Issą. Jako dziecko chorował na dyfteryt. Kocha przyrodę, w szczególności fascynuje go botanika (zamiłowanie do niej odziedziczył po dziadku). Romuald nauczył go polować, jednak Tomasz nie ma powołania do myślistwa. Matka pragnie zabrać go do Polski, która właśnie po 123 latach niewoli odzyskała niepodległość. Ostatecznie Tomasz wyjeżdża z matką.
Romuald Bukowski – polski szlachcic. Jest skłócony z matką, która nie może mu darować popełnionego mezaliansu – małżeństwa z prostą, wiejską dziewczyną. Romansował z Heleną, ciotką Tomasza.
Baltazar – dręczony wyrzutami sumienia leśnik. Nie może zapomnieć o tym, że kiedyś zabił człowieka – powracającego z niewoli niemieckiej Rosjanina. Baltazar jest alkoholikiem, często popada w ciągi alkoholowe. Wszystko to doprowadza go do postępującego obłędu, a to z kolei staje się przyczyną kolejnego morderstwa, kiedy bowiem w domu leśnika wybucha pożar (spowodowany przez niego samego), sąsiedzi ruszają mu na pomoc, a Baltazar w szaleństwie zabija jednego z nich i ucieka. Chłopi ruszają za nim i podczas bójki zostaje ranny w głowę. Wkrótce umiera w domu Surkonta.
Kazimierz Surkont – dziadek Tomasza. Zawsze starał się być dla ludzi życzliwy i uczynny, jest jednak skłócony z mieszkańcami wioski. Powodem są grunty i las.
Magdalena – gospodyni księdza. Jest w nim zakochana, co doprowadza ją do samobójstwa. Jej duch zaczyna nawiedzać wioskę. W celu pozbycia się upiora ekshumowano ciało i odrąbano jej głowę. Kiedy babka Tomasza, stara Dilbinowa umiera, staje się zjawą o wiecznie młodej postaci i spotyka ducha Magdaleny.
Barbara – służąca Romualda, nieszczęśliwie zakochana w swoim panu. Pragnie zostać jego kochanką i w końcu jej się to udaje.

## W oczach krytyków
- Irena Sławińska: „Gdy słowa milkną, pozostaje coś jak melodia – czysta i prosta bardzo, wzlatująca na dwóch strunach. Na jednej gra się dziecięca i ludowa kantyczka, druga trąca dojrzała, gorzka mądrość poety. Obie (…) prowadzą ku uczczeniu piękna świata i wielkości człowieka”.
- Jerzy Zawieyski: „Cóż za proza! Właściwie jest to poezja. Słowo Miłosza jest konkretne, realne, równocześnie poetyckie. Zapewne nie jest to tryb prozy powieściowej, prozaicznej, ale wszystko jest tutaj intersujące, odkrywcze, bardzo świeże”.
- Renata Gorczyńska: Pod postacią dziecka jest w swojej poezji równie silnie obecny, co Miłosz-erudyta czy Miłosz-ironista. Kiedy myślę o tej jego masce, przypomina mi się rysunek Saula Steiberga: stary człowiek trzyma za rękę chłopczyka. Obaj są do siebie bardzo podobni. Dopiero po chwili przychodzi olśnienie – ten mały i ten duży to jedna i ta sama osoba – na początku i pod koniec życia”.
- Jeanne Hersch, tłumaczka powieści na język francuski: „Coś niewyobrażalnego. Czasami o drugiej nad ranem wydawało mi się, że stronice słowników tańczą wokół mnie”[6].

## Wydania polskie
- Paryż: Instytut Literacki, 1955, 1979, 1980
- Londyn: Oficyna Poetów i Malarzy, 1966
- Kraków: Wydawnictwo Literackie, 1981, 1989, 1993, 1994, 1998, 1999, 2000, 2002
- Warszawa: Państwowy Instytut Wydawniczy, 1995
- Warszawa: Świat Książki, 1998
- Warszawa: TMM Polska/Planeta Marketing, 2007

## Przekłady na języki obce
- Sur les bords de l’Issa, Paris: Gallimard, 1956, 1980, 1985
- Das Tal der Issa, Köln: Kiepenheuer und Witsch, 1957
- Das Tal der Issa, Frankfurt am Main: Büchergilde Gutenberg, 1961
- Issadalen, Uppsala: Bromberg, 1980, 1987
- Das Tal der Issa, Zürich: Coron, 1981
- Dolina Isse, Ljubljana: Cankarjeva Založba, 1981
- El valle del Issa, Barcelona: Mundo Actual, 1981
- El valle del Issa, Barcelona: Tusquets Editores, 1981, 1993, 1999
- Issa dalen, København: Borgen, 1981
- Issadalen, Oslo: Aschehoug, 1981
- Issan Laakso, Porvoo: WSOY, 1981
- The Issa Valley, London: Singwick and Jackson; Manchester: Cornacer, 1981
- The Issa Valley, New York: Straus and Giroux, 1981, 1982, 2000
- U dolini rijeke Isse, Zagreb: Znanje, 1981, 1986
- El valle del Issa, Barcelona: Plaza e Janes, 1982
- Het dal van de Issa, Amsterdam: Van der Velden, 1982
- The Issa Valley, Calcutta: Rupa, 1982
- Das Tal der Issa, München: Dt. Taschenbuch-Verl., 1983
- The Issa Valley, London: Sphere Books, 1984
- Das Tal der Issa. Roman, Leipzig/Weimar: Gustav Kiepenheuer, 1988
- El valle del Issa, Madrid: Plaza y Janes, 1989
- Isos slėnis, Vilnius: Vaga, 1991
- Údolí Issy, Praha: Mladá Fronta, 1993
- Az Issa völgye, Budapest: Magvető Konyvkiado, 1994
- Dolinata na Isa, Sofia: Izdatelska K’sa “Christo Botev”, 1994
- La vall  de l’Issa, Barcelona: Edicions 62, 1998 (katal.)
- Das Tal der Issa, Frankfurt am Main: Eichborn, 1999, 2000
- Isos slėnis. Romanas,  Kaunas: Pasaulio lietuvių kultūros, mokslo ir švietmo centras 2001
- The Issa Valley, London: Penguin Books, 2001
- Dalìna Ìsy, Mìnsk: Logvìnaŭ, 2011
- Dolina Issy, Sankt Petersburg: Iwan Limbach, 2012
- Dolina Ise, Beograd: Paideia, 2013
- Dolinata na riekata Isa, Skopje: WIG Zenica, 2015

## Recenzje i omówienia
- Błoński Jan, „Dolina Issy”, „Przegląd Kulturalny” 1957, nr 24, s. 10-11.
- Bolecki Włodzimierz, Proza Miłosza, „Pamiętnik Literacki” 1984, z. 2, s. 133-164.
- Borejko Marta, Pokusa manichejska w „Dolinie Issy” Czesława Miłosza, „Morze Zjawisk” 2003, nr 2-3, s. 103-110.
- Bratkowska Katarzyna, Klątwa myśliwego. O mężczyznach w „Dolinie Issy”, „Res Publica Nowa” 1999, nr 9, s. 18-26.
- Brzóstowicz Monika, Dom rodzinny w „Dolinie Issy”. Obecność i wartość, „Pamiętnik Literacki” 1997, z. 2, s. 13-32.
- Bukowski Piotr, Data-Bukowska Ewa, Deskrypcja i porządek wrażeń. Problem obrazowania w szwedzkim przekładzie „Doliny Issy”, „Acta Sueco-Polonica” 2000, nr 8-9, s. 17-31.
- Burek Tomasz, Autobiografia jako rozpamiętywanie losu. Nie tylko o „Rodzinnej Europie”, „Pamiętnik Literacki” 1981, z. 4, s. 129-131.
- Duszka Wanda, Zdumiewające urządzenie świata, „Tygodnik Powszechny” 1982, nr 38, s. 6.
- Fiut Aleksander, „Dolina Issy” – przypowieść o wtajemniczeniu, „Znak” 1981, nr 4-5, s. 107-119.
- Jackiewicz Mieczysław, W Miłoszowej Dolinie Issy, „Gazeta Olsztyńska” 1988, nr 281, s. 4.
- Kamińska Maria, „Dolina Issy”, czyli poznawanie Miłosza, „Polonistyka” 1992, nr 10, s. 599-605.
- Karaś Romuald, Na tropach „Doliny Issy”, „Tygodnik Kulturalny” 1986, nr 32, s. 11.
- Karren Tamara,  „Dolina Issy”, książka i film, „Związkowiec” (Toronto) 1984, nr 18, s. 3.
- Karska Katarzyna, Pejzaż jarmarczny – kreowanie świata przedstawionego. Na podstawie „Doliny Issy” Czesława Miłosza, filmowej adaptacji powieści, plakatów  i fotosów z filmu, „Akcent” 2001, nr 1-2, s. 236-242.
- Kłoczowski Piotr, Nagi chłopiec i czarne słońce („Dolina Issy”), „Zeszyty Literackie” 2001, nr 3 (75), s. 106-108.
- Korczarowska Natasza, Ocaleć przeszłość od nieznaczenia. „Dolina Issy” Tadeusza Konwickiego, „Kwartalnik Filmowy” 1999, nr 26-27, s. 262-270.
- Kowalczyk Andrzej Stanisław, Issa, domowa rzeka, „Ojczyzna Polszczyzna” 1996, nr 4, s. 29-30.
- Kowalczyk Andrzej Stanisław, Miłosza „Dolina Issy” wobec horyzontu oczekiwań odbiorcy, „Przegląd Powszechny” 1985, nr 3, s. 406-422.
- Kowalczyk Andrzej, „Dolina Issy” Czesława Miłosza na tle polskiej tradycji literackiej, „Polonistyka” 1983, nr 2, s. 94-103.
- Kowalewska Danuta, Świat czarów i demonów w „Dolinie Issy” Czesława Miłosza wobec tradycji przedromantycznej, „Literatura Ludowa” 2007, nr 2, s. 29-38.
- Lebioda Dariusz Tomasz, Szaleństwo Baltazara. „Dolina Issy” u początku XXI wieku, „Temat” 2007, nr 8-10, s. 38-46.
- Łoziński Łukasz, Demonologia Czesława Miłosza. Dolina Issy w perspektywie etnologicznej, „Polisemia” 2011, nr 2
- Lichniak Zygmunt, Piękno i polityka, „Kierunki” 1956 nr 32-33, s. 11.
- Mackiewicz Antoni, O lituanizacji językowej w „Trylogii” oraz w „Dolinie Issy”, „Język Polski w Szkole Średniej” 1991, z. 3-4, s. 72-78.
- Mackiewicz Stanisław, Precz z mej pamięci…, „Wiadomości” (Londyn) 1955, nr 38, s. 2.
- Malicki Jan, Tradycje ariańskie w Miłoszowej „Dolinie Issy”, „Przegląd Humanistyczny” 1987, nr 7/8, s. 15-28.
- Marx Jan, Otwieranie pięciu zmysłów, „Poezja” 1981, nr 7, s. 33-48.
- Mieroszewski Juliusz, Najwybitniejsza książka roku 1955, „Kultura” (Paryż) 1956, nr 4, s. 92.
- Pacholski Arkadiusz, Duchy znad Issy, „Integracje” 1993, nr 29, s. 110-111.
- Poprawa Adam, Ocalenie. Czas w „Dolinie Issy” Czesława Miłosza, „Przegląd Powszechny” 1987, nr 7-8, s. 179-190.
- Sawaniewska-Mochowa Zofia, O polszczyźnie „litewskiej” w „Dolinie Issy” Czesława Miłosza, „Studia z Filologii Polskiej i Słowiańskiej” 1985, t. 23, s. 65-85.
- Sędziak Henryka, Znaczenie i składnia czasownikowych predykatów mentalnych w „Dolinie Issy” Czesława Miłosza, „Białostockie Archiwum Językowe” 2004, nr 4, s. 149-163.
- Sławińska Irena, „To jest daleki kraj ...”, „Tygodnik Powszechny” 1957, nr 16, s. 9.
- Staśkiewicz Mariola Helena, Przestrzeń kraju dzieciństwa w „Dolinie Issy” Czesława Miłosza, „Zeszyty Naukowe Wyższej Szkoły Pedagogicznej w Bydgoszczy. Studia Filologiczne. Filologia Polska” 1996, z. 17 (40), s. 99-113.
- Taylor Nina, Bohater powieści i element autobiograficzny w „Dolinie Issy”, „Wychowanie Ojczyste” (Londyn) 1984, nr 1, s. 17-20.
- Taylor Nina, Historia współczesna w „Dolinie Issy”, „Wychowanie Ojczyste” (Londyn) 1983, nr 4, s. 6-8.
- Tekielski Krzysztof, Regionalizmy kresowe w „Dolinie Issy” Czesława Miłosza, „Język Polski” 1984, nr 1-2, s. 34-40.
- Urbanowski Henryk, Młodego Miłosza spotkanie z pogaństwem, „Walka Młodych” 1982, nr 31, s. 9.
- Vallee Lilian, „Dolina Issy”. Interpretacja, „Literatura na Świecie” 1981, nr 6, s. 300-311.
- Woźniak-Łabieniec Marzena, „Dolina Issy” w dokumentach cenzury. Wokół odwilżowej recepcji powieści Czesława Miłosza, „Teksty Drugie” 2011, 5, s. 97-111.
- Zaleski Marek, Chłopiec imieniem Tomasz, [w:] Cz. Miłosz, Dolina Issy, Kraków 2009, s. 262-276.
- Zawada Andrzej, W dolinie Issy, „Nowe Książki” 1996, nr 6, s. 61-62.
- Zawieyski Jerzy, Nad książkami w roku 1956, „Twórczość” 1957, nr 10-11, s. 47.
- Zengel Kazimiera, „Dolina Issy” Czesława Miłosza powrotem do korzeni, „Język Polski w Szkole Średniej” 1993/1994, nr 1, s. 36-46.
- Zioło Michał, Summa miejsc, ludzi i natury, „W Drodze” 1997, nr 6, s. 36-40.
- Żywiołek Artur, Mit inicjacyjny w „Dolinie Issy” Czesława Miłosza, „Kresy” 1997, nr 32, s. 234-239.

## Ekranizacja
Według znawców powieść Miłosza to dzieło zupełnie nienadające się na ekranizację. Jednak za namową samego autora, a także jego rodziny, Tadeusz Konwicki podjął próbę sfilmowania Doliny Issy. Film ten powstał w roku 1982.